# Leszek Mech
Leszek Mech, ps. Lesław Królicz (ur. 4 października 1933 w Grodnie, zm. 25 lipca 2004 w Toronto) – polski scenarzysta filmów animowanych, poeta i prozaik, dziennikarz.

## Biografia
Leszek Mech (używał pseudonimu Lesław Królicz) urodził się 4 października 1933 roku w Grodnie. Studiował w Wyższej Szkole Pedagogicznej w Katowicach. Wieloletni współpracownik (od 1962 roku) Studia Filmów Rysunkowych w Bielsku-Białej, w latach 1962–1971 kierownik literacki Studia; był współautorem scenariuszy około 300 filmów animowanych, m.in. serii o Bolku i Lolku, także animowanych filmów pełnometrażowych (Wielka podróż Bolka i Lolka, Przygody Błękitnego Rycerzyka). Pracował także w redakcjach tygodnika „Kronika” w Bielsku oraz dziennika „Trybuna Robotnicza” w Katowicach.
Rozpoczynał swoją pracę jako autor scenariuszy filmów dla dorosłych, m.in. Noworoczna Noc według Jeremiego Przybory w reżyserii Jerzego Zitzmana.
Współpracował z prasą dziecięcą. Wspólnie napisana z Władysławem Nehrebeckim baśń Królowa zima, została nagrana na płytę długogrającą. Otrzymał wiele nagród, m.in. Ministerstwa Kultury i Sztuki, Order Uśmiechu w 1977 roku, nagrodę literacką Bielska-Białej. Był członkiem Związku Literatów Polskich i współzałożycielem Bielskiego Klubu Pisarzy.
Wraz z Władysławem Nehrebeckim był współautorem serii książek dla dzieci Biblioteka przygód Bolka i Lolka:
- Oriniko
- Złote miasto Inków
- Grobowiec faraona
- Łowcy bizonów
- W puszczach Kanady
- Zwierzęta Serengeti
- W pustyni Gobi
- Yeti
- Poławiacze pereł
- W stepach Australii

W 1981 roku Mech wyemigrował do Kanady. Filmowiec zmarł na zawał w Toronto 25 lipca 2004 roku.